# Баттерфляй

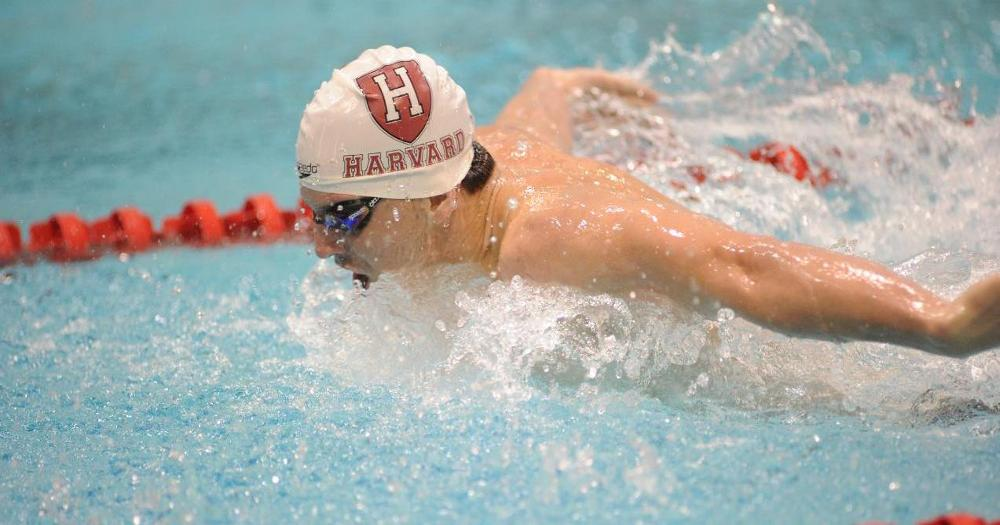
Баттерфляй

Баттерфля́й (от англ. butterfly — «бабочка»), также дельфин — один из наиболее технически сложных стилей плавания. Это стиль плавания на животе, в котором левая и правая части тела двигаются симметрично и синхронно — руки совершают широкий и мощный гребок, приподнимающий тело пловца над водой, ноги и таз совершают волнообразные движения. Баттерфляй — один из самых сложных способов плавания и считается вторым по скорости после кроля. Кроль на спине на дистанциях от 200 метров уже практически не уступает баттерфляю в скорости, что частично объясняется низким стартом первого.

## История стиля
Подобный баттерфляю стиль плавания известен в мире животных: в процессе эволюции он развился у черепах.
Баттерфляй появился при «модернизации» брасса, когда руки стали проносить над поверхностью воды, что ускоряло движение пловца, а движение ног изменяли на более естественное.
В 1934 году Дэвид Армбрустер, тренер по плаванию в университете штата Айова, усовершенствовал метод для выдвижения рук вперёд над водой при брассе. Он назвал новый стиль «баттерфляем». Несмотря на то, что стиль был труден, в нём наблюдалось значительное улучшение в скорости. В 1935 году пловец Джек Зиг, также из Университета штата Айова, разработал технику удара, связанную с плаванием на спине и биением ногами в унисон, подобно хвосту рыбы, а затем изменил её таким образом, чтобы плавать лицом вниз, назвав это «стилем дельфина». 

## Техника плавания
Техника состоит из синхронного движения руками и ногами, в этом большую роль играет волнообразное движение всего тела. В начальной позиции пловец лежит на воде на животе, руки — вытянуты вперёд, ноги — вытянуты назад.
В отличие от кроля, в баттерфляе невозможно добиться большой скорости за счёт только физической силы. Основную трудность для новичков представляет одновременный возврат над водой рук и всего тела в исходную позицию, при этом ещё и с одновременным дыханием.

### Движения руками
Движения руками состоят из трёх главных фаз — «к себе», «от себя» и «возврат», но могут быть поделены и на более мелкие части. В фазе «к себе» отчасти напоминают брасс, руки погружаются в воду ладонями в стороны, примерно на ширине плеч, а затем разводятся в стороны в виде буквы Y. В фазе «от себя» руки описывают полукруг вокруг тела, локти выше кистей, кисти — направлены вниз и немного под себя. Движение достигает примерно трети бедра, затем начинается возврат. Скорость рук возрастает с самого начала до точки наибольшего ускорения в самом конце движения. Это ускорение создает достаточный толчок для выхода на поверхность передней части тела.
Затем следует фаза возврата, в которой руки быстро переносятся вперёд, локти при этом — прямые, руки — расслаблены. Начинается эта фаза когда руки ещё под водой, затем они выносятся резким движением вперёд за счёт мышц трицепса. Важно не погружать их в воду слишком рано, так как движение вперёд под водой создаст дополнительное сопротивление, хотя на длинных дистанциях такого эффекта избежать невозможно. Руки снова погружаются в воду на расстоянии плеч, большими пальцами вниз, шире разводить руки не рекомендуется, это уменьшит гребок.
Если в начале движения руки описывают полукруг, то к концу фазы «от себя» они могут двигаться параллельно. Это всегда было классической траекторией движения, однако в последнее время заметна тенденция совершать только большой полукруг по всей длине движения руками.

### Движения ногами
Отчасти напоминает движение в кроле, однако ноги движутся одновременно, а не по очереди, и при этом задействуется другой набор мышц. За счёт сильного движения ногами вниз, затем слабого вверх, на поверхность выносятся плечи и голова, после чего сильное движение ногами вниз и слабое вверх поднимает спину. Оба этих движения переходят одно в другое, благодаря естественным волнообразным колебаниям тела.
Ноги при этом держат вместе, чтобы избежать потерь в усилии, ступни направлены вниз. В правилах не указывается, сколько раз за цикл ударов ногами должен совершить пловец, но обычно за цикл делается 2 удара.
Некоторым спортсменам удаётся совмещать движения руками баттерфляем с движениями ног из брасса. Это вполне естественно, так как баттерфляй появился как разновидность брасса.

### Дыхание
Вдох приходится делать за очень короткий промежуток времени. Пловцу удобно помогать себе, изгибая тело, но для этого требуется хорошо отточенная техника движений. Вдох начинается на завершающей фазе движения руками — гребок на уровне груди приподнимает тело над поверхностью. Подняв голову в этот момент, пловец может сделать вдох через рот. Опытным спортсменам удаётся при этом оставлять голову слегка опущенной — в таком варианте тело сбалансированное и более прямое. Когда руки начинают взмах вперёд, голова погружается обратно в воду. Не следует задерживать голову над поверхностью — это замедляет возвратное движение. Выдох происходит через рот и нос в течение всего последующего цикла до следующего вдоха. Некоторые пловцы предпочитают делать вдох через сторону, как в кроле, при этом все остальные условия сохраняются.
Как правило, вдох делается на каждый второй выход из воды — это оптимальный вариант для больших дистанций. Можно брать дыхание и на каждом выходе, но это может уменьшать скорость и приводить к гипервентиляции лёгких. Тренированные пловцы добиваются того, чтобы циклы с дыханием были одинаково быстрыми, и поэтому могут делать вдох каждый раз. Используется также последовательность «два со вдохом, один без», создающая меньшую нагрузку на лёгкие, особенно на коротких дистанциях или на последнем участке. На коротких дистанциях отдельные спортсмены могут вообще не брать дыхание.

### Движения телом
Сложную координацию движений в баттерфляе можно облегчить с помощью правильных движений телом. Когда плечи опускаются вниз, бёдра поднимаются выше, а таз пересекает линию воды, отчего по телу как бы проходит волна. Затем в последующей фазе гребка плечи движутся вверх, и тогда бёдра оказываются внизу, причём этот импульс кажется сильнее.

### Старт
Используется обычный старт. После прыжка следует фаза скольжения под водой, во время неё — волнообразные движения ногами. Подводная фаза — очень важна, так как сопротивление воды во время неё минимально. А также в момент проскальзывания под водой спортсмен не нагружает руки, которые будут полностью загружены в момент плавания. Правила допускают максимум 15 метров подводного плавания, после чего голова спортсмена должна появиться над поверхностью воды.

### Поворот и финиш
При повороте и на финише пловец должен дотронуться до бортика обеими руками одновременно, его лицо должно быть повёрнуто вниз. Как правило, это делают слегка согнутыми руками, чтобы оттолкнуться от бортика при развороте. Одна рука разворачивается первой, затем ноги достигают бортика, вторая рука разворачивается, тело погружается глубже, грудь — параллельна или почти параллельна дну. Затем следует толчок, тело остаётся вытянутым, руки вперёд. Как и при старте, разрешается до 15 м плавания под водой. Большинство спортсменов на этом промежутке помогают себе вертикальными одновременными движениями ногами.
На финише правила требуют коснуться бортика двумя руками одновременно, руки должны быть в одной горизонтальной плоскости.